# Ulla Gyllenberg
Ruth Ulla Margareta Gyllenberg, född 
Carlberg den 29 juli 1929 i Helsingfors, död 29 juni 2023 i Helsingfors, var en finländsk radio- och TV-producent och lokalpolitiker. Hon var syster till Elisabeth Rehn och ingick 1948 äktenskap med Helge Gyllenberg.
Gyllenberg, som var dotter till medicine licentiat Andreas Petrus Carlberg och Ruth Leonida Weurlander, blev student 1947 och studerade vid historisk-filosofiska fakulteten vid Helsingfors universitet 1947–1950. Hon var frilansande programproducent vid Finlands rundradio från 1954 till 1974 och därefter anställd vid Folkhälsan 1973–1994. Under lång tid var hon representant för Svenska folkpartiet i Helsingfors stadsfullmäktige. Hon arbetade för fred och mänskliga rättigheterna och var bl.a. medlem av Finlands delegation vid FN:s kvinnoårskonferens 1975 och kvinnokonferens 1980.